# Wonsin-dong
Wonsin-dong (koreanska: 원신동) är en stadsdel i staden Goyang i  provinsen Gyeonggi i den nordvästra delen av Sydkorea, 15 km nordväst om huvudstaden Seoul. Den ligger i stadsdistriktet Deogyang-gu.